# Guiaga
La Guiaga (Гиага) est une rivière de Russie méridionale, affluent gauche de la Laba, en République d'Adyguée (dans le bassin du Kouban).
Autrefois la rivière se jetait dans la rive gauche de la Laba, maintenant elle se jette dans un système de canaux à 3 km en bas du village de Chtourbino et à 3 km à l'est du village de Djambitchi. Son cours est de 87 km, et elle prend sa source à l'est de Maïkop. Elle traverse les localités de Diakov, Grajdanski, Kalinine, Kelermeskaïa, Guiaguinskaïa, Kassatkine, Mamatsev, Pikaline, Tchikalov, Tikhonov, Orekhov, Mokronazarov, Doukmassov et Chtourbino.